# Rio Jacutinga (Tibaji)
Der Rio Jacutinga ist ein etwa 59 km langer linker Nebenfluss des Rio Tibaji im Norden des brasilianischen Bundesstaats Paraná.

## Etymologie
Jacutinga bezeichnet in Brasilien einen Vogel aus der Familie der Hokkohühner.

## Geografie

### Lage
Das Einzugsgebiet des Rio Jacutinga befindet sich auf dem Terceiro Planalto Paranaense (Dritte oder Guarapuava-Hochebene von Paraná).

### Verlauf
Sein Quellgebiet liegt auf der Grenze der Munizipien Cambé und Londrina auf 581 m Meereshöhe am östlichen Rand des Stadtgebiets von Cambé in der Nähe der PR-445. 
Nach etwa 20 km tritt er ganz ins Munizip Londrina ein und durchquert dieses im Norden des Stadtgebiets. Er bildet dann dessen Grenze zu Ibiporã, bevor er dieses auf dem letzten Drittel seines Laufs bis zu seiner Mündung durchquert.
Der Fluss verläuft in östlicher Richtung. Er mündet im Munizip Ibiporã auf 336 m Höhe von links in den Rio Tibaji. Er ist etwa 59 km lang.

### Munizipien im Einzugsgebiet
Am Rio Jacutinga liegen die drei Munizipien Cambé, Londrina und Cambé.